# Pohár vítězů pohárů 1970/1971
Sezóna 1970/71 Poháru vítězů pohárů byla 11. ročníkem tohoto poháru. Vítězem se stal tým Chelsea FC.

## Předkolo
| Tým #1         | Celk. | Tým #2        | 1. zápas | 2. zápas |
| -------------- | ----- | ------------- | -------- | -------- |
| Åtvidabergs FF | 1 - 3 | KF Partizani  | 1 - 1    | 0 - 2    |
| Bohemian FC    | 3 - 4 | TJ Gottwaldov | 1 - 2    | 2 - 2    |

## První kolo
| Tým #1              | Celk.        | Tým #2              | 1. zápas | 2. zápas      |
| ------------------- | ------------ | ------------------- | -------- | ------------- |
| Kickers Offenbach   | 2 - 3        | Club Brugge KV      | 2 - 1    | 0 - 2         |
| KA Akureyri         | 1 - 14       | FC Zürich           | 1 - 7    | 0 - 7         |
| PFK CSKA Sofia      | 11 - 1       | FC Haka             | 9 - 0    | 2 - 1         |
| Aris Soluň          | 2 - 6        | Chelsea FC          | 1 - 1    | 1 - 5         |
| Aberdeen FC         | 4 - 4 (pen.) | Budapest Honvéd FC  | 3 - 1    | 1 - 3(prodl.) |
| Manchester City FC  | 2(v) - 2     | Linfield FC         | 1 - 0    | 1 - 2         |
| Göztepe             | 5 - 1        | US Luxembourg       | 5 - 0    | 0 - 1         |
| Aalborg BK          | 1 - 9        | Górnik Zabrze       | 0 - 1    | 1 - 8         |
| TJ Gottwaldov       | 2 - 2(v)     | PSV Eindhoven       | 2 - 1    | 0 - 1         |
| FK Karpaty Lvov     | 3 - 4        | FC Steaua București | 0 - 1    | 3 - 3         |
| Olimpija Ljubljana  | 2 - 9        | Benfica SL          | 1 - 1    | 1 - 8         |
| Vorwärts Berlin     | 1(v) - 1     | Bologna             | 0 - 0    | 1 - 1         |
| Cardiff City FC     | 8 - 0        | Pezoporikos Larnaka | 8 - 0    | 0 - 0         |
| Strømsgodset IF     | 3 - 7        | FC Nantes           | 0 - 5    | 3 - 2         |
| Hibernians FC       | 0 - 5        | Real Madrid         | 0 - 0    | 0 - 5         |
| FC Wacker Innsbruck | 5 - 3        | KF Partizani        | 3 - 2    | 2 - 1         |

## Druhé kolo
| Tým #1             | Celk.       | Tým #2              | 1. zápas | 2. zápas |
| ------------------ | ----------- | ------------------- | -------- | -------- |
| Club Brugge KV     | 4 - 3       | FC Zürich           | 2 - 0    | 2 - 3    |
| PFK CSKA Sofia     | 0 - 2       | Chelsea FC          | 0 - 1    | 0 - 1    |
| Budapest Honvéd FC | 0 - 3       | Manchester City FC  | 0 - 1    | 0 - 2    |
| Göztepe            | 0 - 4       | Górnik Zabrze       | 0 - 1    | 0 - 3    |
| PSV Eindhoven      | 7 - 0       | FC Steaua București | 4 - 0    | 3 - 0    |
| Benfica SL         | 2 - 2(pen.) | Vorwärts Berlin     | 2 - 0    | 0 - 2    |
| Cardiff City FC    | 7 - 2       | FC Nantes           | 5 - 1    | 2 - 1    |
| Real Madrid        | 2 - 1       | FC Wacker Innsbruck | 0 - 1    | 2 - 0    |

## Čtvrtfinále
| Tým #1             | Celk. | Tým #2          | 1. zápas | 2. zápas       | příp. 3. zápas |
| ------------------ | ----- | --------------- | -------- | -------------- | -------------- |
| Club Brugge KV     | 2 - 4 | Chelsea FC      | 2 - 0    | 0 - 4 (prodl.) |                |
| Manchester City FC | 2 - 2 | Górnik Zabrze   | 2 - 0    | 0 - 2(prodl.)  | 3 - 1          |
| PSV Eindhoven      | 2 - 1 | Vorwärts Berlin | 2 - 0    | 0 - 1          |                |
| Cardiff City FC    | 1 - 2 | Real Madrid     | 1 - 0    | 0 - 2          |                |

## Semifinále
| Tým #1        | Celk. | Tým #2             | 1. zápas | 2. zápas |
| ------------- | ----- | ------------------ | -------- | -------- |
| Chelsea FC    | 2 - 0 | Manchester City FC | 1 - 0    | 1 - 0    |
| PSV Eindhoven | 1 - 2 | Real Madrid        | 0 - 0    | 1 - 2    |

## Finále
| Tým #1     | Celk.         | Tým #2      |
| ---------- | ------------- | ----------- |
| Chelsea FC | 1 - 1(prodl.) | Real Madrid |

### Opakovaný zápas
| Tým #1     | Celk. | Tým #2      |
| ---------- | ----- | ----------- |
| Chelsea FC | 2 - 1 | Real Madrid |

## Vítěz
| Pohár vítězů pohárů 1970/71 Chelsea FC Peter Bonetti, Ron Harris , David Webb, John Dempsey, Charlie Cooke, Alan Hudson, John Boyle, Tommy Baldwin, Keith Weller, Peter Houseman, Peter Osgood, Derek Smethurst, John Hollins Trenér: Dave Sexton |